# Jan Hus
Pour les articles homonymes, voir Hus.
Jan Hus ou Jean Huss, né entre 1369 et 1372 à Husinec (royaume de Bohême) et mort supplicié le 6 juillet 1415 à Constance (principauté épiscopale de Constance), est un théologien, universitaire et réformateur religieux tchèque des XIVe et XVe siècles.
Son excommunication en 1411, et sa condamnation par l'Église catholique pour hérésie, puis sa mort sur le bûcher le 6 juillet 1415, lors du concile de Constance, déclenchent la création de l'Église hussite et les croisades contre les hussites. Le protestantisme voit en lui un précurseur.
La langue tchèque lui doit son diacritique, le háček.
Il est l'une des personnalités les plus éminentes et les plus importantes de l'histoire tchèque, érigé en figure de héros national et d'allégorie des combats contre l'oppression catholique, impériale et allemande. Son supplice, le 6 juillet, est commémoré par un jour férié.

## Contexte: Bohême et chrétienté au tournant du XVe
La Réforme de la Bohême commence dans la seconde moitié du XIVe siècle à Prague, l'une des plus grandes villes d'Occident et où, après Avignon, Rome et Paris, se trouve la plus forte concentration de clergé de la chrétienté. À la fin des années 1370 et au début des années 1380, les théologiens et les savants  de l'université de Prague appellent à la réforme d'un sacerdoce jugé décadent, dans l'esprit du conciliarisme naissant, ainsi qu'à l'éducation des prêtres dont la formation n’apparait pas satisfaisante et à l'acceptation plus fréquente de l'eucharistie dans l'esprit de la devotio moderna. Les représentants les plus éminents de ce mouvement universitaire sont Henri de Bitterfeld (Heinrich von Bitterfeld) et Matthieu de Cracovie.
Prague n'est pas seulement le siège du roi de Bohême, mais aussi celui du Saint Empereur romain et roi des Romains. Le 15 août 1373, l'empereur Charles IV, chef de la Maison de Luxembourg, obtient pour son fils la marche de Brandebourg, assortie du titre de Prince-Électeur. En 1376, les princes-électeurs choisissent son fils comme roi des Romains et futur empereur du Saint-Empire. L'autorité de Charles est donc suffisante pour fonder une dynastie remettant en cause les clauses de la Bulle d'or de Metz de 1356.
Le 29 novembre 1378, Venceslas succède à son père. Par héritage, la marche de Brandebourg passe à son frère cadet Sigismond ; son autre frère, Jean, obtient la marche de Lusace ; la Moravie échoit à ses cousins Jobst et Procope.
En 1378 débute le grand schisme d'Occident, engendrant une crise morale, éthique et financière sans précédent. Cette même année, en Bohême, Jean de Jenstein devient archevêque de Prague. Il entre rapidement en conflit ouvert avec Venceslas sur la question des investitures. En 1393, la nomination de l'abbé du riche monastère de Kladruby exacerbe l'antagonisme car le roi réservait ce bénéfice à l'un de ses protégés. Jean de Nepomuk, fidèle soutien de l'archevêque de Bohême, est exécuté par des hommes d'armes du roi. Sa mort entraîne l'union seigneuriale, une rébellion des nobles tchèques qui dure de 1394 à 1402. Ligués, les nobles bohémiens font emprisonner leur roi en 1394 et nomment son cousin Jobst de Moravie régent du Royaume. Grâce à l'intervention de son frère Sigismond, le souverain est libéré et récupère son trône. En échange, Venceslas — qui n'a pas d'enfant — reconnaît Sigismond comme son héritier.
Mais accaparé par la Bohême, Venceslas délaisse les affaires de l'Empire. Une foule en colère l'invective à la Diète de Nuremberg en 1397, puis à celle de Francfort en 1398. On lui reproche ses excès de boisson, son incompétence et surtout son inertie face au Grand Schisme qui divise l'Église. Fait rarissime, en août 1400 les princes-électeurs le déposent au profit de Robert de Palatinat, dont il refuse de reconnaître la légitimité.
En 1402-1403, Venceslas est emprisonné à Vienne sur décision de son frère Sigismond, soutenu par la noblesse tchèque. Il est libéré par Johann von Liechtenstein.
C'est dans cet environnement politique et religieux particulièrement troublé que Jan Hus étudie, prêche et enseigne.

## Biographie

### Un universitaire brillant (1393-1409)

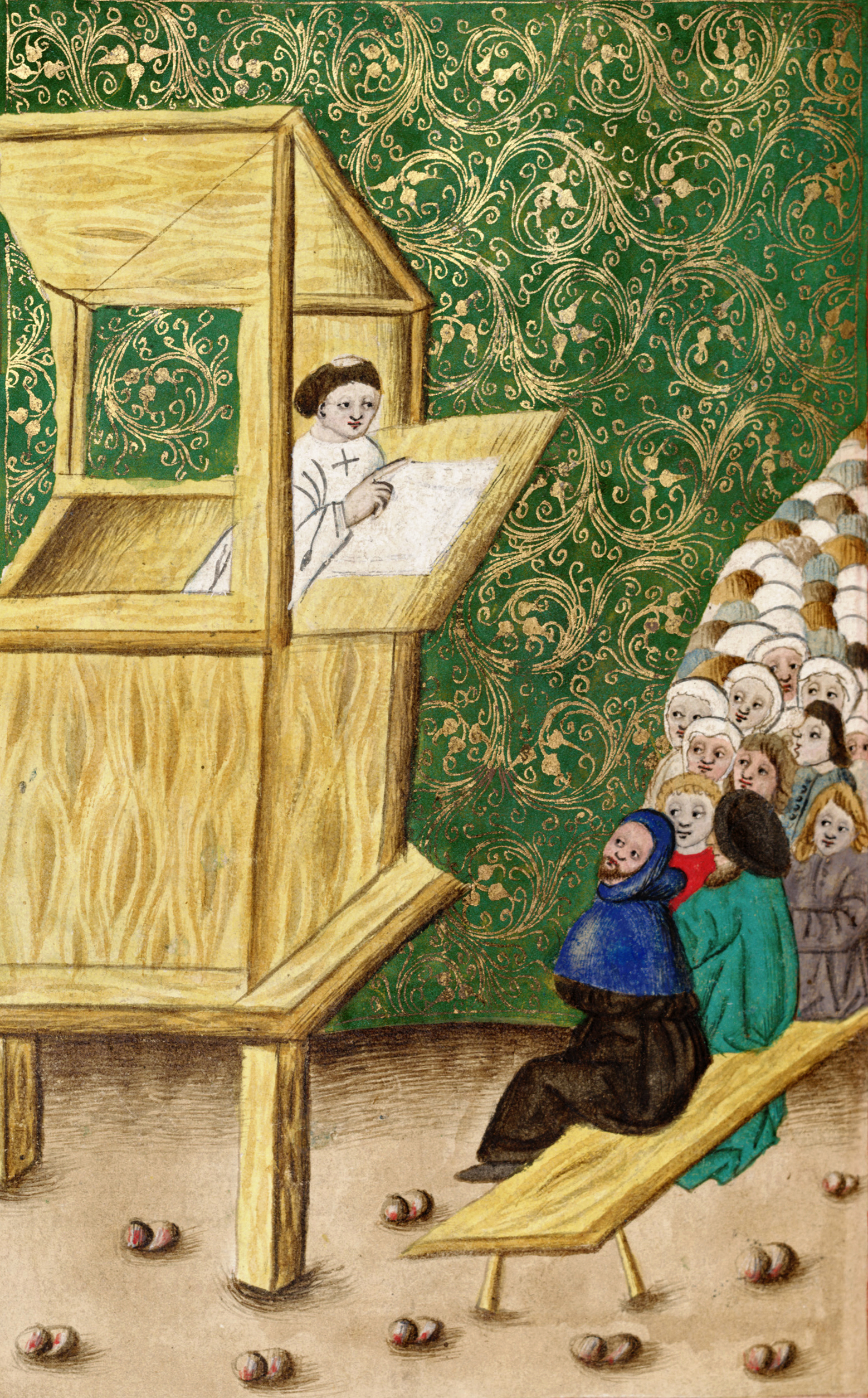
Jan Hus prêchant, manuscrit tchèque des années 1490.

Jan Hus naît entre 1369 et 1373 dans la ville éponyme de Husinec (district de Prachatice), en Bohême méridionale. Il vient au monde dans une famille de paysans pauvres sous le règne du roi Wenccslaus IV de Bohême, qui a succédé à son père, Charles IV (1346-1378), connu sous le nom de roi tchèque et d'empereur du Saint-Empire, fondateur de l'université Charles de Prague.
Il reçoit une éducation élémentaire et secondaire dans la ville de Prachatice et poursuit ensuite ses études à l'université de Prague, où il obtient la licence en 1393 et, trois ans plus tard, puis la maîtrise des arts libéraux. En 1400, il est nommé professeur. Hus entretient de bonnes relations avec Wenceslas, avec lequel il effectue un voyage en France en 1397-1398. À son retour, il commence à donner des cours à l'université et, en 1400, il est ordonné prêtre et commence à prêcher à l'église de Saint-Michel.
Au cours du semestre d'hiver 1401-1402, il devient (pour une année) doyen de la faculté de philosophie. À partir de mars 1402, il travaille pendant plus de dix ans comme prédicateur à la chapelle de Bethléem à Prague, fondée en 1391 avec l'obligation expresse de proclamer la parole de Dieu en langue tchèque.

### Un théologien convaincu (1402-1412)

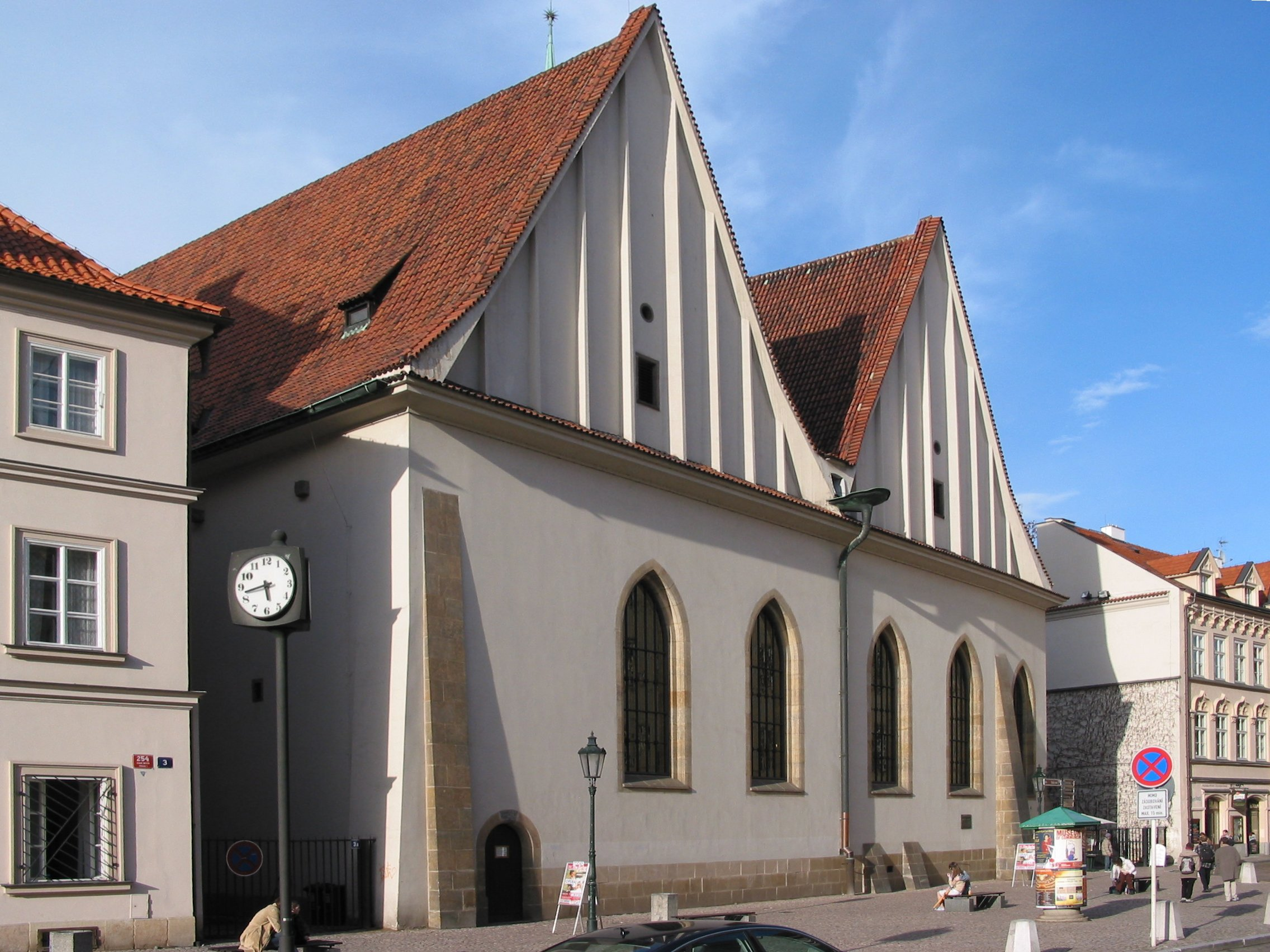
La chapelle de Bethléem à Prague, où prêchait Jan Hus.

Les destinataires des sermons de Hus dans la chapelle de Bethléem entre 1402 et 1412 étaient des indigents, des étudiants, de riches citoyens tchèques et des artisans. Parfois, des membres de la noblesse assistaient également à ses sermons, des courtisans du roi Venceslas IV et même la reine Sophie (Sofia) elle-même suivaient les paroles de ce prédicateur local. Hus devint rapidement un prédicateur réputé, populaire et influent dans toute la Bohême. Dans ses orientations théologiques, Hus poursuit un mouvement de réforme qui a débuté au quatorzième siècle avec Konrad von Waldhauser, Jan Milic de Kromefiz et Mathias de Janov.
Jérôme de Prague lui a enseigné les préceptes de Wyclif, et il s'interroge sur les conséquences pratiques de l'obéissance au Christ. À la chapelle de Bethléem, il prononce des sermons contre « les erreurs du clergé », où il préconise une réforme de l'Église. Avec d'autres, ils prêchent le retour à une Église apostolique, spirituelle et pauvre. Il soutient que la réforme de l'Église doit passer par le pouvoir laïc. Ces propos trouvent un écho favorable dans la noblesse, qui y voit l'occasion de s'approprier les biens ecclésiastiques.
Des mouvements millénaristes annoncent la venue des faux prophètes et de l'Antéchrist. L'idée d'un avènement des temps derniers se répand. Beaucoup de fidèles désirent renouer avec l'Église originelle. Jan Hus se trouve bientôt à la tête d'un mouvement national de réforme. Il prend publiquement la défense des écrits de Wyclif, condamnés par une bulle pontificale du 20 décembre 1409 qui ordonne leur destruction et l'interdiction de prêcher leur doctrine. C'est en vain qu'il fait appel au « pape de Pise », l'antipape Alexandre V.

### Un grammairien avisé (1406-1412)
Dans son ouvrage de grammaire De orthographia bohemica rédigé entre 1406 et 1412, Jan Hus invente une graphie utilisant des diacritiques — tel le point suscrit, qui deviendra le háček — pour noter ce que les langues slaves considèrent comme des consonnes molles. Pour noter les voyelles longues, Jan Hus préconise l'usage de l'accent au lieu d'un redoublement des voyelles. À une époque où papier et parchemin coûtent cher, économiser de l'espace lors de l'écriture constitue une économie précieuse.
Ce diacritique, adopté par le croate, le slovaque et le slovène, est parfaitement adapté aux langues slaves. Globalement, il correspond, dans l'alphabet latin, aux modifications apportées au grec par Cyrille et Méthode lorsqu'ils créèrent l'alphabet glagolitique.[réf. nécessaire]

### Le recteur d'une université divisée (1409-1412)
Prague est alors la capitale du Saint-Empire romain germanique. Son université, d'envergure internationale, est divisée en sections appelées « nations » : bavaroise, tchèque, saxonne et polonaise. Lors des votes du Conseil universitaire sur le choix des programmes et leur financement, chacune dispose d'une voix.

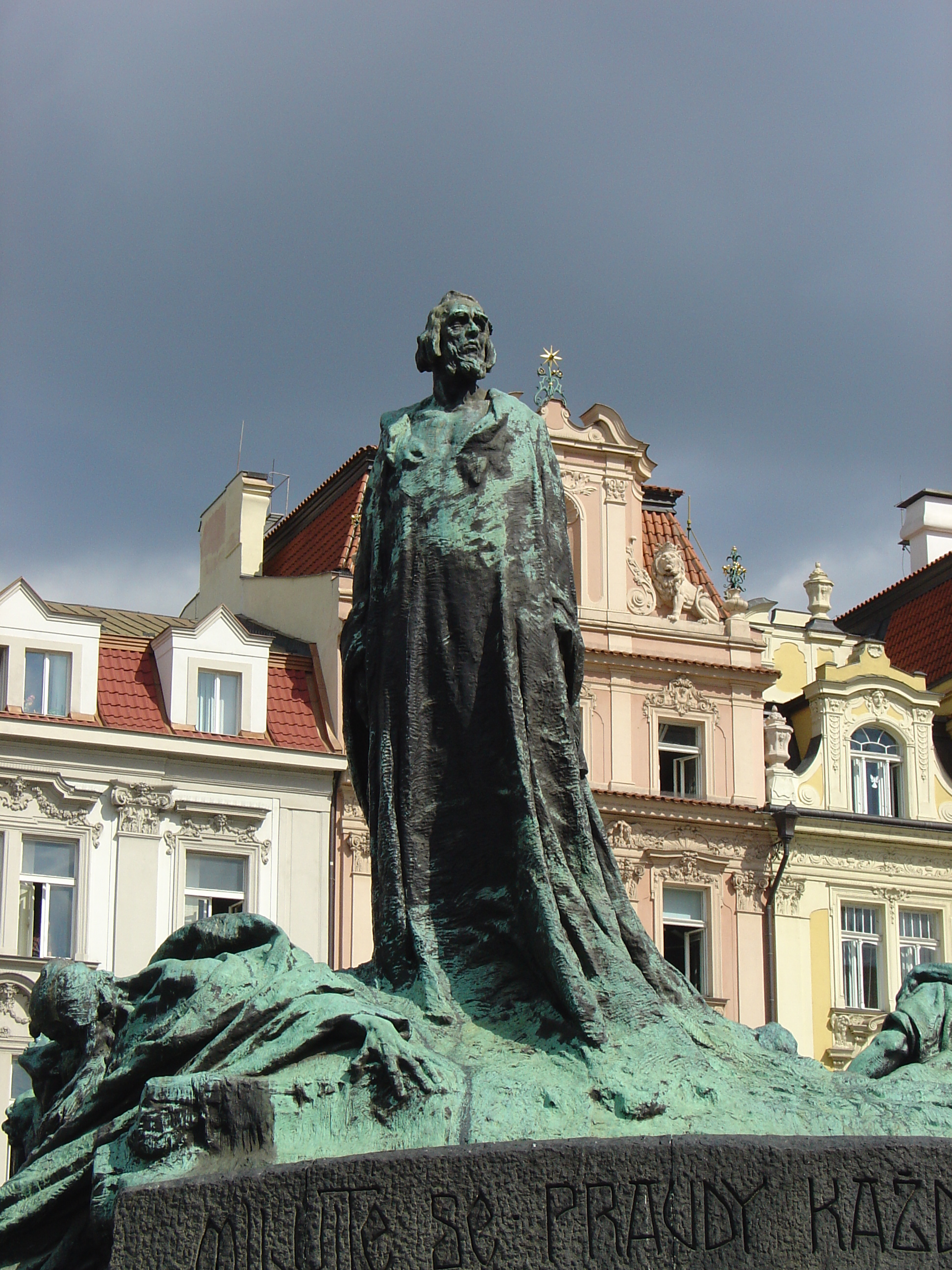
Le monument dédié à Jan Hus, sur la place de la Vieille-Ville à Prague, inauguré en 1915 pour le de sa mort.

En 1407, le pape Grégoire XII ordonne à l’archevêque de Prague d'interdire la diffusion des thèses de l’Anglais John Wyclif. L'université condamne comme hérétiques les théories de Wyclif, introduites en Bohême une vingtaine d'années auparavant. En 1381, l'opinion de Wyclif sur l'eucharistie est débattue par Mikuláš Biskupec. En 1393, l'archevêque de Prague Jean de Jenstein réfute dans ses prêches les idées wycliffiennes sur la nécessaire pauvreté de l'Église.
Jan Hus traduit en tchèque le Trialogus. Il louvoie entre son allégeance à l'Église et son idéal wycliffien.
Hus rassemble alors autour de lui un cénacle d'érudits acquis à ses vues : Jérôme de Prague, mais aussi Stanislas de Znoyme, Étienne de Páleč, Christian de Prachatice, Jan de Jecenice et Jacques de Mies dit Jacobellus. Le 14 mai 1408, ces représentants de la « nation » tchèque de l'université de Prague, dirigée par Jan Hus, rejettent publiquement les articles de Wyclif mais soulignent que, replacés dans leur contexte et correctement interprétés, ils ne sont pas totalement hérétiques. L'archevêque de Prague écrit au pape Grégoire XII qu'« il n'y a pas d'âme errante en Bohême ».
Les autres « nations » se rallient unanimement à Grégoire XII. Pour défendre ses convictions, Jan Hus met à profit l'opposition du roi Venceslas à Grégoire XII.
Le 17 octobre 1408, Jan Hus est nommé recteur de l'université de Prague. Il obtient alors que la « nation » tchèque dispose de trois voix lors des votes sur l'administration de l'université, les autres nations ne bénéficiant que d'une seule voix chacune. Cette décision du 18 janvier 1409, appelée décret de Kutná Hora, provoque le départ des enseignants allemands, qui, en mai de la même année, contribuent à la fondation de l’université de Leipzig.
L'université de Prague perd alors la majorité de ses étudiants. Tout au plus national, son rayonnement décline. Pendant quelques décennies, plus aucun diplôme ne sera délivré. Pour voir l'université renaître de ses cendres, il faudra attendre Sigismond et surtout Rodolphe II, qui rétablira Prague comme capitale.

### L'excommunication (1411)

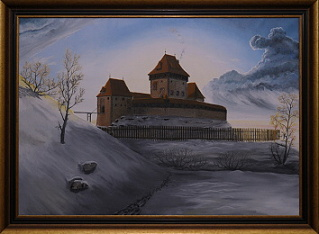
Le château de Kozí Hrádek, où Jan Hus vécut en exil de 1412 à 1414.

Les détracteurs de Jan Hus ne peuvent l'attaquer sur le terrain du patriotisme. Ils cherchent donc à l’atteindre à travers ses positions religieuses. En dénonçant sa proximité théologique avec Wyclif, ils l’accusent d’hérésie.
Excommunié le 21 février 1411 par Grégoire XII, Jan Hus en appelle au jugement du Christ, instance inconnue du droit canonique.
Soutenu par les Praguois, il ne réserve pas ses diatribes aux seules autorités ecclésiastiques. Il entre aussi en conflit avec le roi de Bohême Venceslas IV, qui a autorisé des envoyés du pape à vendre des indulgences pour financer une croisade contre le roi de Naples. Il dresse le peuple contre le roi et l’Église, ce qui le rend persona non grata à Prague. En 1412, il doit fuir au château de Kozí Hrádek (cs), dans le Sud de la Bohême. Il y rédige De Ecclesia et une Explication des Saints Évangiles (1413).

### La controverse des indulgences (1412)
Le pape Alexandre V meurt en 1410. L'antipape Jean XXIII lui succède. En 1411, il entreprend une croisade contre le roi Ladislas Ier, protecteur du « pape de Rome » Grégoire XII (Ladislas a envahi Rome et est l'allié des Colonna). Cette croisade nécessite un financement. La vente d'indulgences permet à la papauté de lever des fonds.
Dans son « adresse » Quæstio magistri Johannis Hus de indulgentiis — copie quasi-conforme du dernier chapitre du De Ecclesia de Wyclif — Jan Hus s'élève contre ce « trafic ». Le pamphlet déclare qu'aucun évêque, aucun prêtre ni même aucun religieux ne peut prendre l'épée au nom du Christ : ils doivent prier pour les ennemis du Christ et bénir ceux qui les combattent. Le repentir de l'homme passe par l'humilité et non par l'argent, les armes ou le pouvoir.
Le 24 juin 1412, Jan Hus, remarquable orateur, provoque une émeute populaire durement réprimée. Un cortège d’étudiants, conduit par le disciple de Hus Jérôme de Prague cloue au pilori la bulle pontificale puis la brûle. Trois étudiants, qui ont empêché un prêtre de prêcher l’achat d’indulgences, sont exécutés à la hache.
Les docteurs de la Faculté de théologie accusent Jan Hus d'avoir fomenté ces troubles.

### Le concile de Constance (1414-1415)

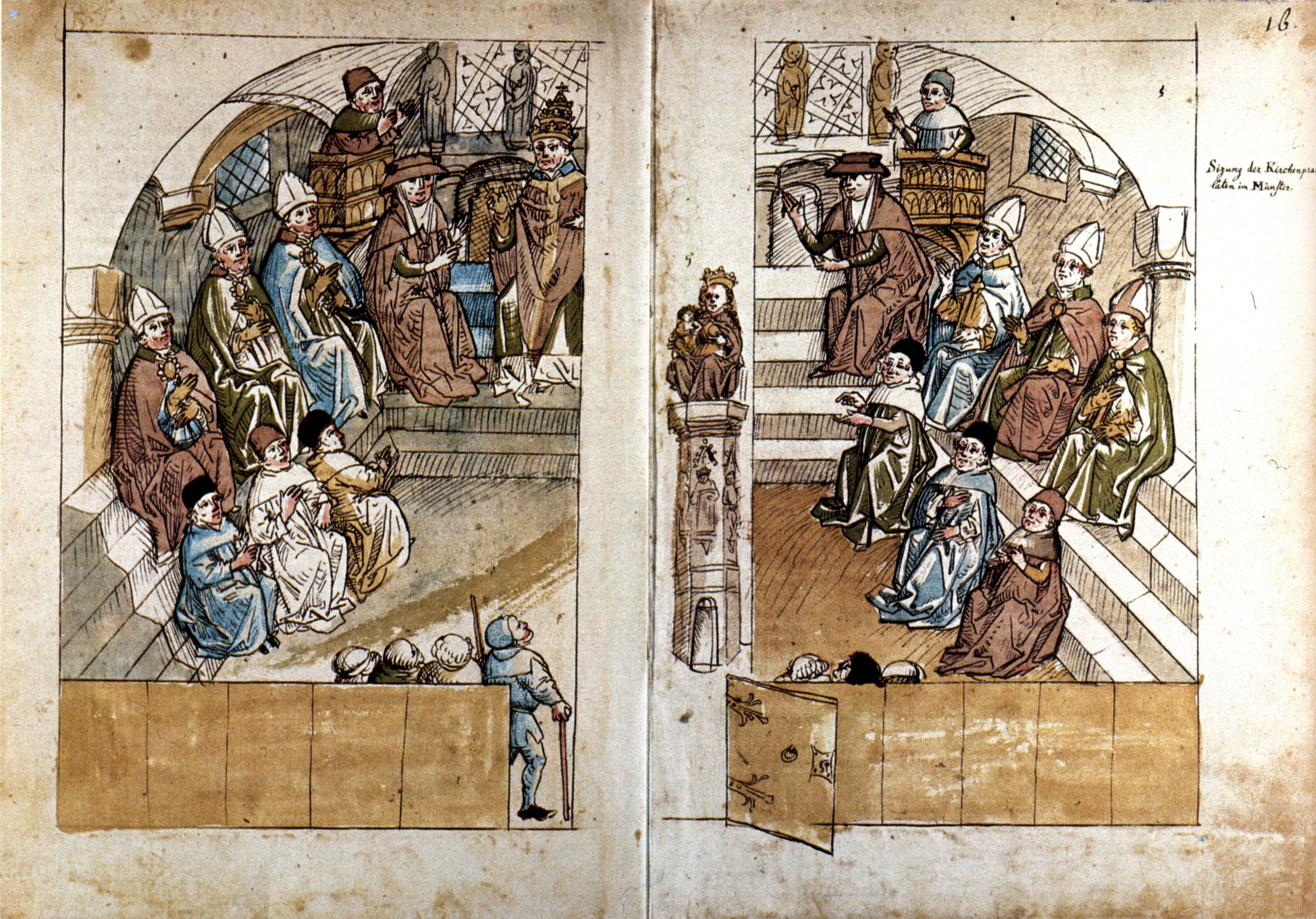
Évêques, cardinaux et pape(s) lors d'un débat du Concile. Chronik des Konzils von Konstanz d’Ulrich Richental, bourgeois de la ville.

Début novembre 1414, l'antipape Jean XXIII convoque le concile de Constance. Jan Hus souhaite s'y rendre car il y voit l'occasion de défendre publiquement ses thèses. Sigismond veut donner l’apparence d'un soutien à Jan Hus. Il s'engage à l'accompagner mais se contente de lui délivrer un sauf-conduit dont, peu après, il nie la validité.
C'est en grand apparat que les représentants des grandes nations catholiques — c'est-à dire tous les prélats et princes que compte alors la chrétienté, y compris des orthodoxes, des lituaniens et des coptes — se réunissent à Constance. Le Concile, convoqué sous la pression de Sigismond, vise à mettre fin au scandale du Grand Schisme d'Occident. Trois « papes » se disputent alors le trône de saint Pierre : Grégoire XII, « pape de Rome », Jean XXIII, « pape de Pise », Benoît XIII, « pape d'Avignon ».
Parti le 11 octobre 1414, Jan Hus arrive à Constance le 3 novembre. Le lendemain, un avis placardé sur les portes des églises annonce que Michal de Nemecky Brod sera l'opposant de Hus « l'hérétique ». Le 4 décembre 1414, Jean XXIII nomme trois évêques pour entamer les investigations contre lui.
Tout d'abord libre de ses mouvements, Jan Hus est emprisonné le 8 décembre 1414 dans un monastère dominicain : on craint qu'il s'échappe. Le sauf-conduit impérial ne lui procure ni aide, ni sécurité.
Sous la pression de Sigismond, le mode de scrutin est modifié : on compte dorénavant une voix non pas par cardinal, ce qui avantageait considérablement l'Italie, mais par nation, ce qui apporte une solution inédite aux problèmes nationaux qui déchirent l'Église. Le 20 mars 1415, comprenant qu'il a perdu le soutien impérial, Jean XXIII s'enfuit.
Le 6 avril 1415, le Concile adopte le décret Haec sancta, qui affirme sa supériorité sur le pape. Les questions institutionnelles en passe d'être réglées, le procès de Hus peut reprendre.

#### Le procès

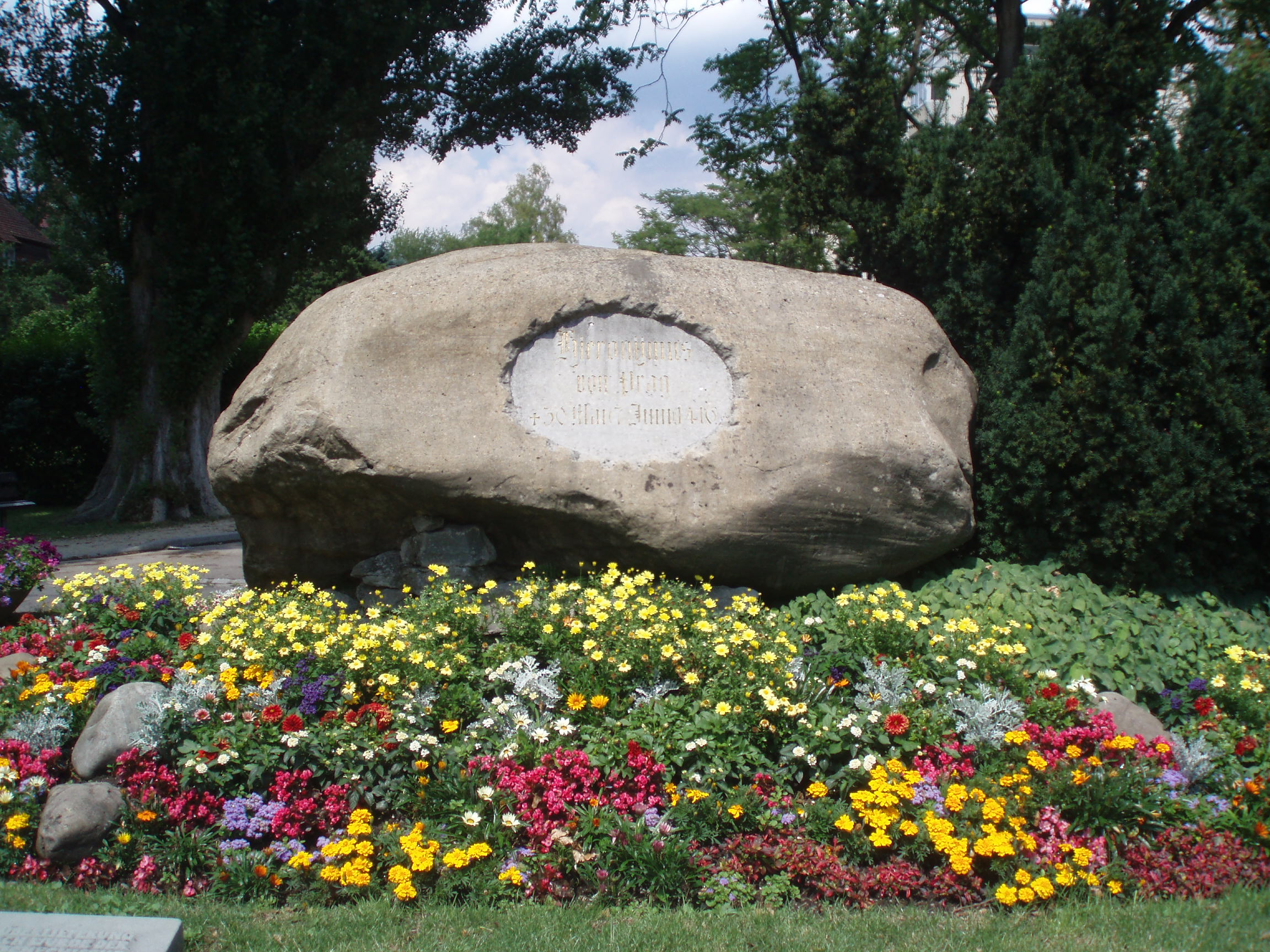
Hussenstein, monument commémoratif élevé à l'endroit du bûcher de Jan Hus, à Constance. L'inscription rend hommage à son disciple Jérôme de Prague, brûlé vif au même lieu 10 mois après lui.

Au premier rang des censeurs de Jan Hus siègent des théologiens éminents : le cardinal Pierre d'Ailly, son disciple Jean de Gerson, doctor christianissimus et chancelier de l'université de Paris, les grands inquisiteurs, secondés par les plus brillants canonistes romains.
Pendant plusieurs semaines, Jan Hus subit d'incessants interrogatoires ex cathedra. De sa cellule, il entretient une vaste correspondance avec ses amis de Prague.
Le 27 juin 1415, ses écrits sont condamnés comme hérétiques. Le Concile, qui préfère l'emprisonner à vie plutôt que de l'exécuter, vu le risque de troubles politiques, lui demande de renier 30 points de ses écrits et tente de lui faire accepter une version simplifiée — mais déformée — de ses thèses. Malgré la pression de ses amis, Jan Hus refuse de se soumettre et déclare : « Ces évêques m'exhortent à me rétracter et à abjurer. Mais moi, je crains de le faire pour ne pas être trouvé menteur devant le Seigneur et aussi pour n'offenser ni ma conscience, ni la vérité de Dieu ».

#### Le supplice

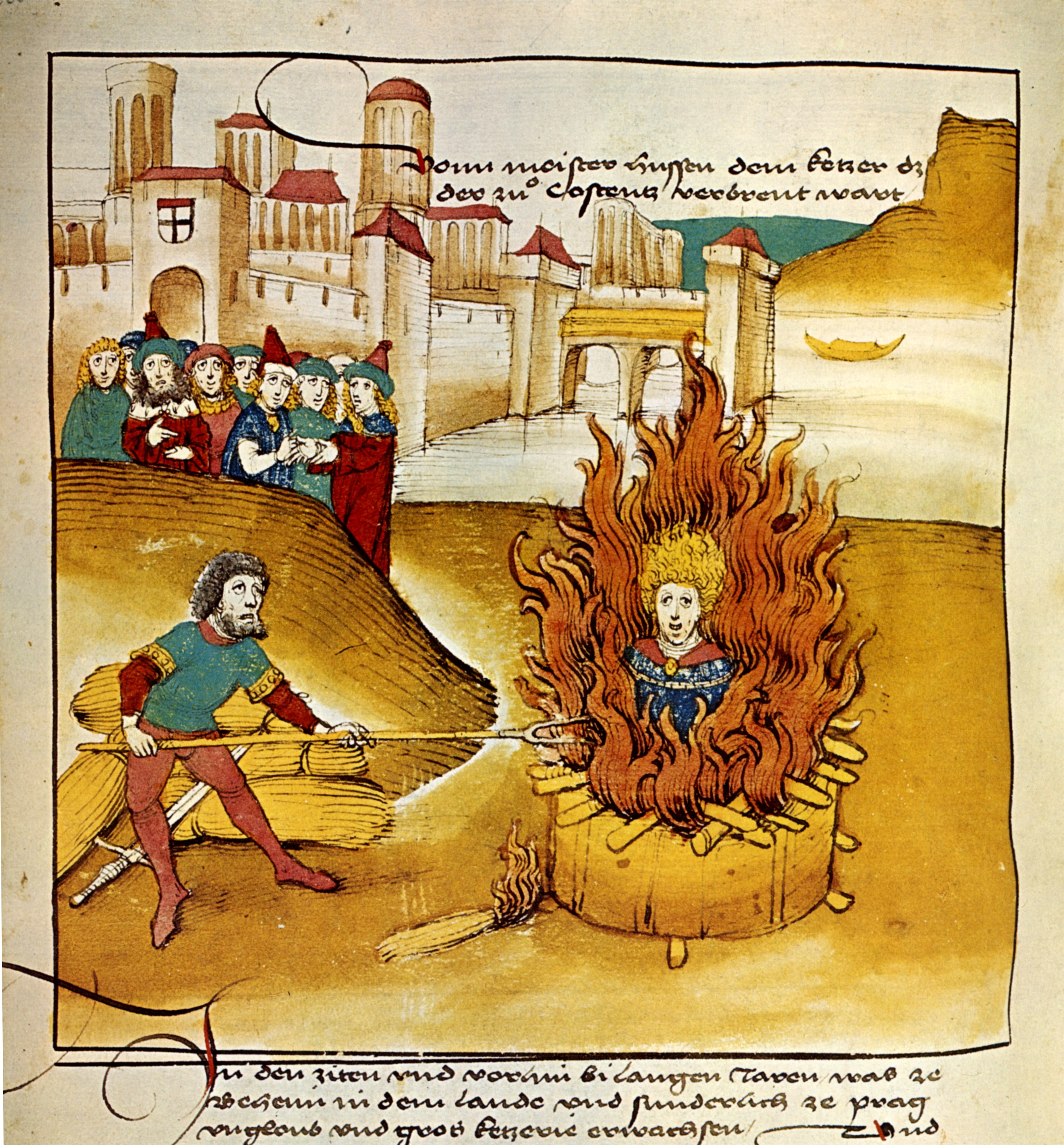
Jan Hus au bûcher. Chronique illustrée de Diebold Schilling le Vieux, 1485.

Le lundi 6 juillet 1415, un jugement condamne solennellement Jan Hus comme hérétique. Le même jour, dépouillé de ses habits sacerdotaux, il est réduit à l'état laïc puis « livré au bras séculier », c'est-à-dire au pouvoir temporel qui le condamne à être brûlé vif.
Avant de mourir, il aurait prophétisé en ces termes la venue de Luther : « Ils peuvent tuer l'oie (en tchèque, hus signifie oie) mais, dans cent ans, apparaîtra un cygne qu'ils ne pourront brûler ».
On le coiffe d'une mitre de carton peinte de diables où est inscrit Hérésiarque. Au milieu d'une foule en colère, une escorte armée le conduit au lieu du supplice, un terrain sis hors la ville réservé à l'ensevelissement des chevaux.
Selon la tradition, le bourreau lui arrache ses vêtements, le lie au poteau puis l'entoure de paille humide et de fagots. Le feu prenant difficilement, une femme âgée (ou un paysan, selon Luther) serait venue déposer un fagot de branchages dans le bûcher. La voyant, Jan Hus se serait écrié : « O sancta simplicitas ! » (« Sainte innocence ! » ou, en tchèque, « Svatá prostoto ! »). Ces mots innocentent celui qui est manipulé, mais raillent aussi sa crédulité. Son disciple Jérôme de Prague, brûlé au même endroit 10 mois plus tard, pourrait aussi en être l'auteur. Ils sont l'écho des paroles du Christ « quiconque vous fera mourir croira rendre un culte à Dieu » (Jn 16,2).
Pour d'autres, ses dernières paroles auraient été « Jésus Christ, Fils du Dieu vivant, pardonne-nous ! », elles aussi inspirées de la première des sept paroles de Jésus en croix (« Père, pardonne-leur car ils ne savent pas ce qu’ils font », rapportée dans Lc 23,34).
Les restes du martyr sont jetés dans le Rhin pour rendre impossible tout culte de ses reliques.

## Postérité

### Les guerres hussites

#### Leurs épisodes

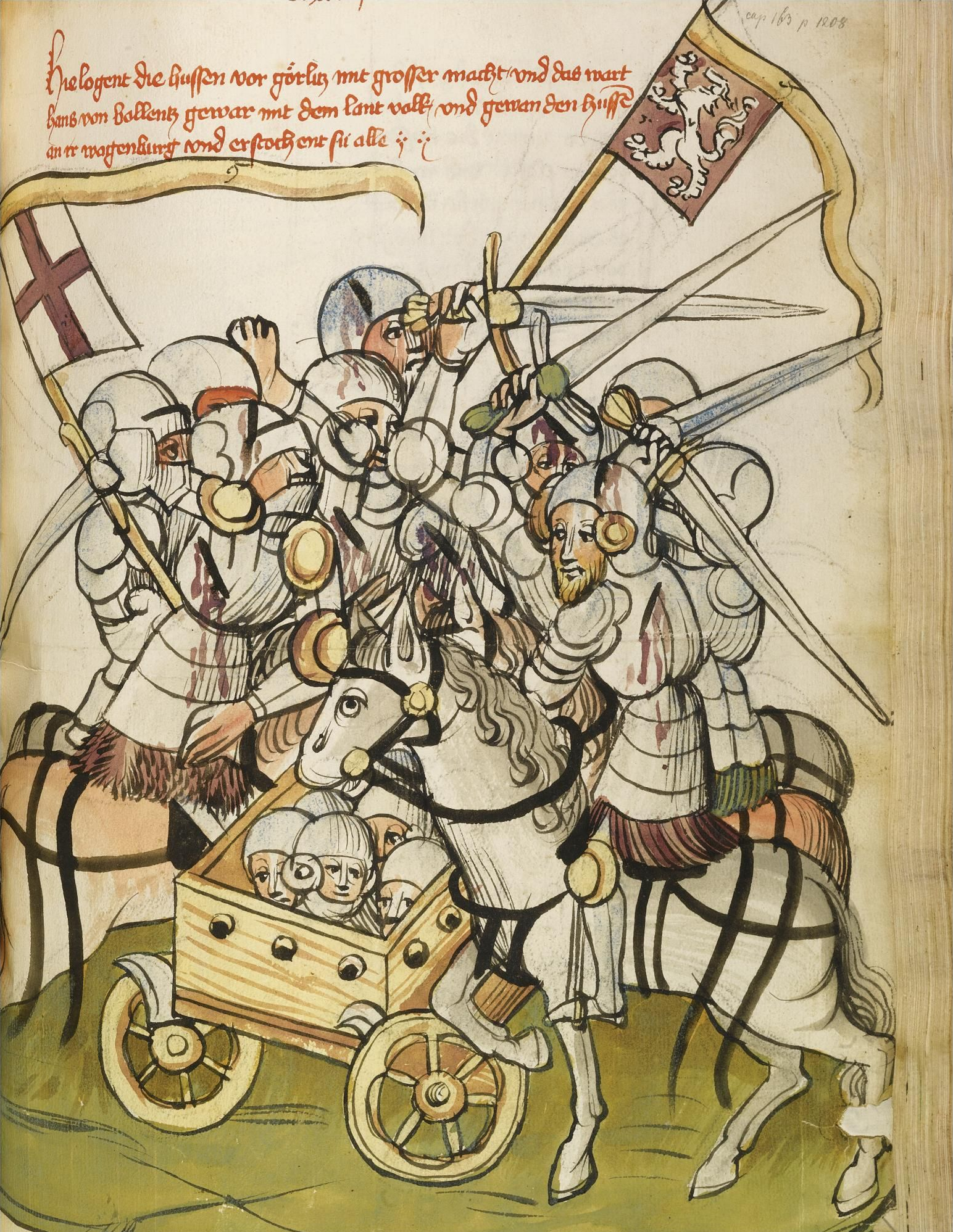
La bataille de Kratzau (11 novembre 1428), qui opposa Hans von Polenz aux forces hussites.

Dès septembre 1415 la diète des seigneurs de Bohême envoie au Concile une protestation indignée. Déjà, une partie peuple vénère Jan Hus comme un martyr et un saint.
La « foi nouvelle » et le sentiment de nationalisme tchèque se confondent dans l’emblème du calice (symbole de la communion sous deux espèces, sub utraque specie), derrière lequel les Tchèques résistent à la papauté romaine et à l’empereur germanique.
Après l’exécution de Jan Hus, les pères conciliaires envisagent pour les Tchèques « rebelles » le même sort que pour les albigeois, c'est-à-dire l’extermination. La noblesse et le peuple tchèques se rebellent. Après la mort de son frère Venceslas, Sigismond doit prendre position. Les quatre articles de Prague, principe d’une vraie réforme restaurant le christianisme primitif, deviennent prétexte à des abus et donnent lieu à des affrontements à l’intérieur du camp hussite. Ces quatre articles sont la communion sous les deux espèces, qui autorise les communiants à boire le vin au calice (privilège jusque-là réservé aux seuls membres du clergé), la pauvreté des ecclésiastiques, la punition des péchés mortels sans distinction du rang ou de la naissance du pécheur, la liberté du prêche.
Les croisades contre les hussites commencent. Un peuple révolté s'organise militairement pour tenir tête, vingt-cinq ans durant, aux armées européennes coalisées, avec pour principaux épisodes :
- la défenestration de Prague. Une procession menée par Jan Želivský prend d’assaut l’hôtel de ville et précipite les édiles catholiques par les fenêtres. La chartreuse de Prague est incendiée. Suivront une insurrection de dix-huit ans et cinq croisades envoyées par le pape Martin V et l'empereur Sigismond, auxquelles les Tchèques résisteront (1419) ;
- la bataille du mont Tábor (cs) (Bohême du Sud) et la victoire de Kutná Hora (cs) (1422) ;
- la dévastation de la Bohême, de la moitié de l’Allemagne et de la Hongrie par des fanatiques qui sèment la terreur ;
- l'antagonisme croissant entre Tchèques et Allemands, ces derniers rangés dans le camp catholique.

Les chefs élus (Jan Žižka puis, à sa mort, le prêtre Procope Le Chauve) livrent de grandes batailles en Allemagne, Autriche et en Hongrie. Ils écrasent les croisés à Tachov en 1427 et à Domažlice en 1431. La supériorité militaire d'une armée de volontaires et les défaites successives des croisés contraignent l’Église à composer avec « l’hérésie » hussite.
De 1431 à 1441, le concile de Bâle accepte d'aménager la doctrine officielle de l’Église face aux quatre articles de Prague.
Ce qui a été refusé à Jan Hus est donc accordé à Procope : s’exprimer librement en langue tchèque et pratiquer la communion sous les deux espèces. L’évêque de Tábor expose les quatre articles et rappelle qu’aucune autorité religieuse n’a le droit d’ôter la vie, a fortiori à des chrétiens.
Mais les pourparlers traînent en longueur et les combats reprennent. En mai 1434, Procope est vaincu à la bataille de Lipany, qui marque la défaite des taborites et ouvre la voie du trône à un hussite modéré, Georges de Poděbrady. À l’issue de ces combats, l’Église accorde quelques concessions supplémentaires aux hussites tchèques (accord Jihlava de 1436).

#### Leurs conséquences
Les guerres hussites attisent les déchirements religieux et sociaux de l’Europe centrale. L’Église romaine unifiée et l’Église nouvelle issue des doctrines hussites (Église calixtine), dirigée par des laïcs qui nomment les prêtres et les rétribuent, sont contraintes de coexister. Plus tard, pour demeurer fidèle aux principes de Jan Hus, « l’Unité des frères » se séparera de l’Utraquisme qu’elle juge trop modéré. En Hongrie, deux prédicateurs hussites, Barnabas et Lőrinc Mészáros, dénoncent les nobles et l’Église catholique à laquelle ils reprochent sa corruption, ses richesses (elle possède 12 % du territoire et collecte violemment la dîme), suscitant en 1514 la révolte de György et Gergely Dózsa, qui tourne à la guerre civile avant d’être réprimée dans le sang par Jean Zápolya, voïvode de Transylvanie.

### L'héritage de Jan Hus

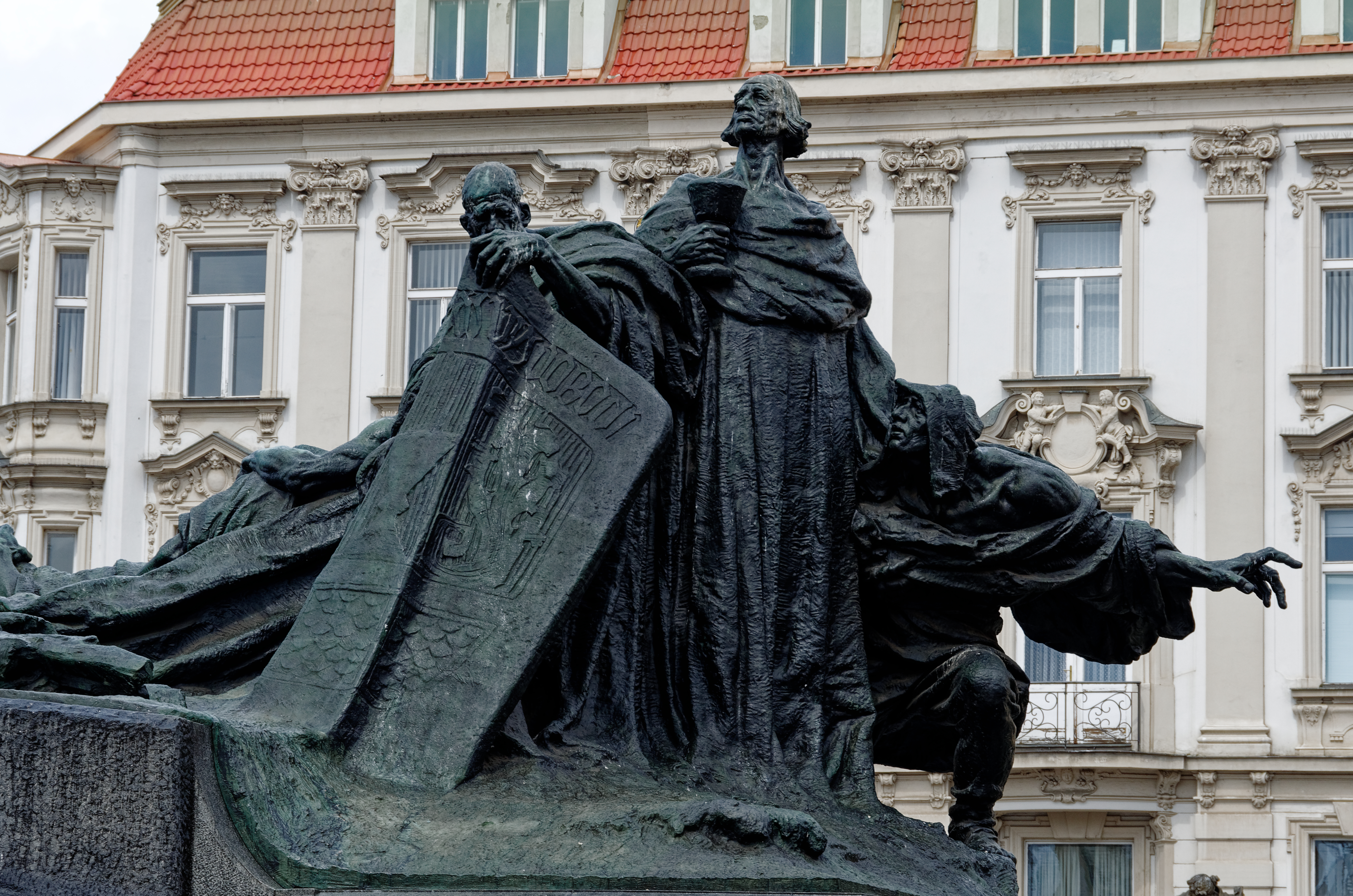
Le monument dédié à Jan Hus sur la place de la Vieille-Ville de Prague. Le réformateur religieux (au centre) y symbolise l'intégrité morale, les groupes qui l'entourent les gloires et les souffrances du peuple tchèque.

Selon Jean Boulier, Jan Hus « acceptait d'être instruit » par le concile de Constance, mais il refusait « d'abandonner la vérité sur un diktat » : « c'est beaucoup plus que la voix du peuple tchèque dans le plus noble de ses fils, c'est un moment de la conscience humaine ». Il y voit un « martyr de la vérité ».
En 1904, Maurice Barthélémy le cite parmi les martyrs de la libre-pensée et de « l'intolérance cléricale ». Dans une visée œcuménique, l’Église catholique amorce au milieu du XXe siècle sa réhabilitation, qu'elle réaffirme régulièrement par la voie de ses papes Jean-Paul II (1999) et François (2015) qui organise même une messe en son nom.
En novembre 1620, la répression qui suit le désastre de la Montagne-Blanche, où les Tchèques sont écrasés par les troupes de Ferdinand II, anéantit définitivement le courant hussite. Ses disciples le considèrent comme un patriote et un martyr de la nation tchèque et de la foi chrétienne. Sa mort déclenche une révolution religieuse, politique et sociale qui secouera la Bohême et la Moravie pendant plusieurs décennies. Toutefois, au regard d'un morceau du manteau de Jan Hus retrouvé à Colmar, les chercheurs pensent que la renommée de Jan Hus aurait dépassé les frontières tchèques avant sa mort.
Au-delà de la question religieuse, le mouvement hussite entraîne des « effets secondaires » à caractère politique (prise de conscience de l'identité nationale tchèque et volonté de libération de l'emprise allemande) qui se manifestent encore durant la dislocation de l'Empire austro-hongrois.
Jan Hus est renommé chez les chrétiens protestants. En effet, lors de la disputatio de Leipzig, Johannes Eck reproche à Luther d'avoir des positions proches de celles de Hus. Aussi, sur les monuments de la Réforme situés à Worms (monument à la mémoire de Martin Luther) et à Genève (monument international de la Réformation), Jan Hus est soit représenté, soit nommé. Selon son biographe Lucien Febvre, « Luther est allé à Worms comme au martyre, ou au triomphe [...] la pensée de Jean Huss et de sa fin à Constance hantait naturellement l'esprit de Luther, de tous ses amis et, sans nul doute, de tous ses ennemis ».
En mai 1980, des universitaires anglais fondent la Jan Hus Educational Foundation (en) dans le but d'organiser des séminaires clandestins entre des philosophes occidentaux, tchèques et slovaques. Catherine Audard, Jacques Derrida et Jean-Pierre Vernant fondent la branche française de l'association.

### Bibliographie

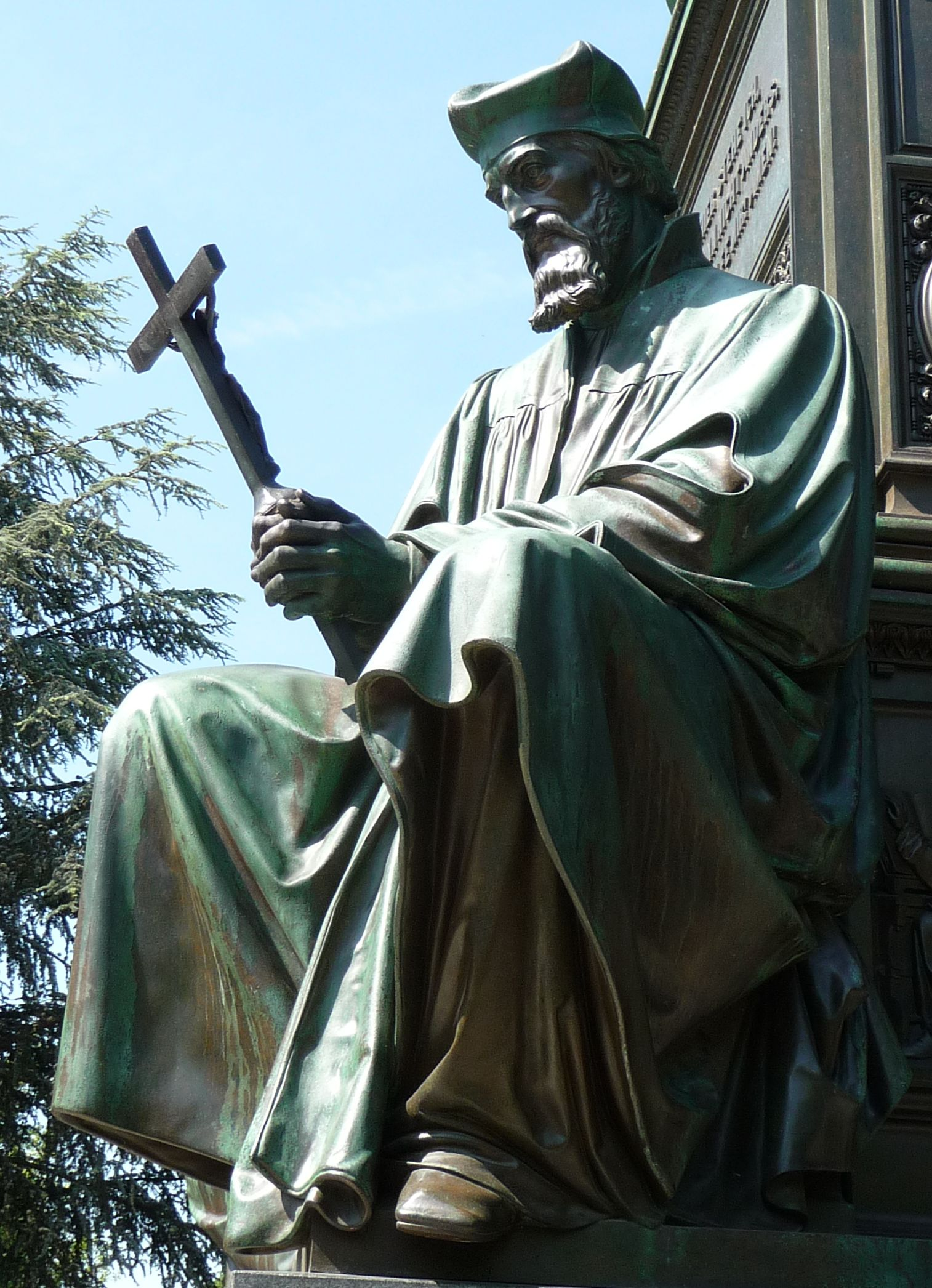
Jan Hus, Monument à la mémoire de Martin Luther à Worms.

### Filmographie
- 1954 : Jan Hus, film tchécoslovaque d'Otakar Vávra.
- 1977 : John Hus (en) , film de Michael Economou
- 2015 : Jan Hus : Rebelle jusqu'au bûcher, mini-série tchèque diffusée sur Arte le 1er juillet 2015[36].